# Oxenhall
Oxenhall é uma paróquia e aldeia de Forest of Dean, no condado de Gloucestershire, na Inglaterra. De acordo com o Censo de 2011, tinha 243 habitantes. Tem uma área de 9,08 km².